# Tomis Konstanca
Tomis Konstanca (rum. Tomis Constanța) – rumuński męski klub siatkarski z Konstancy założony w 1996 roku. Od sezonu 2007/2008 występuje w najwyższej klasie rozgrywek klubowych w Rumunii.

## Historia

### Chronologia nazw
- 1996: CSS 1 Midia Năvodari
- 2002: Volei Club Municipal Constanța
- 2005: Club Volei Municipal Tomis Constanța

## Sukcesy
Puchar Rumunii:
- 2005, 2006, 2007, 2009, 2010, 2013, 2014

Mistrzostwo Rumunii:
- 2007, 2008, 2009, 2013, 2014, 2015
- 2005, 2006, 2010, 2012

Puchar Challenge:
- 2009

## Kadra

### Sezon 2015/2016
- Pierwszy trener:  Martin Stojew

| Nr | Imię i nazwisko       | Data ur. | Wzrost | Pozycja      |
| -- | --------------------- | -------- | ------ | ------------ |
| 1  | Wentsislaw Ragin      | 1992     | 201    | środkowy     |
| 2  | Robert Florin Vologa  | 1996     | 200    | środkowy     |
| 5  | Sergiu Stancu         | 1982     | 204    | środkowy     |
| 6  | Konstantin Mitew      | 1984     | 196    | rozgrywający |
| 7  | Metodi Ananiew        | 1986     | 203    | przyjmujący  |
| 8  | Dragoș Cristian Pavel | 1985     | 191    | atakujący    |
| 9  | Alexandru Muscină     | 1996     | 201    | rozgrywający |
| 10 | Andrei Mihalescu      | 1996     | 194    | przyjmujący  |
| 11 | Bojan Jordanow        | 1983     | 197    | atakujący    |
| 13 | Rareș Gavril Pavăl    | 1982     | 183    | libero       |
| 14 | Goran Škundrić        | 1987     | 199    | libero       |
| 17 | Stephen Gotch         | 1985     | 194    | przyjmujący  |
| 18 | Andrei Laza           | 1988     | 201    | środkowy     |

### Sezon 2014/2015
- Pierwszy trener:  Martin Stojew

| Nr | Imię i nazwisko         | Data ur. | Wzrost | Pozycja      |
| -- | ----------------------- | -------- | ------ | ------------ |
| 1  | Stanisław Petkow        | 1987     | 202    | przyjmujący  |
| 2  | Robert Florin Vologa    | 1996     | 200    | środkowy     |
| 4  | Bojan Janić             | 1982     | 198    | przyjmujący  |
| 5  | Sergiu Stancu           | 1982     | 204    | środkowy     |
| 6  | Andrej Żekow            | 1980     | 190    | rozgrywający |
| 7  | Răzvan George Tănăsescu | 1979     | 186    | libero       |
| 8  | Dragoș Cristian Pavel   | 1985     | 191    | atakujący    |
| 10 | Andrej Alexandru Stoian | 1983     | 197    | rozgrywający |
| 11 | Andrei Spînu            | 1987     | 210    | środkowy     |
| 13 | Ventzislav Simeonov     | 1977     | 200    | atakujący    |
| 15 | Adrian Aciobăniței      | 1997     | 193    | przyjmujący  |
| 17 | Nikola Rosić            | 1984     | 192    | libero       |
| 18 | Andrei Laza             | 1988     | 201    | środkowy     |

### Sezon 2013/2014
- Pierwszy trener:  Martin Stojew

| Nr | Imię i nazwisko              | Data ur. | Wzrost | Pozycja      |
| -- | ---------------------------- | -------- | ------ | ------------ |
| 1  | Reda Haikal                  | 1990     | 200    | atakujący    |
| 2  | Radu Began                   | 1976     | 203    | środkowy     |
| 4  | Robert Florin Vologa         | 1996     | 200    | środkowy     |
| 5  | Sergiu Stancu                | 1982     | 204    | środkowy     |
| 6  | Andrej Żekow                 | 1980     | 190    | rozgrywający |
| 7  | Răzvan George Tănăsescu      | 1979     | 186    | libero       |
| 8  | Dragoș Cristian Pavel        | 1985     | 191    | przyjmujący  |
| 10 | João Carlos Dias Massinatori | 1980     | 201    | środkowy     |
| 11 | Andrei Spînu                 | 1987     | 210    | środkowy     |
| 12 | Martin Nemec                 | 1984     | 201    | atakujący    |
| 13 | Andrej Alexandru Stoian      | 1983     | 197    | rozgrywający |
| 14 | Mihai Tarța                  | 1995     | 202    | atakujący    |
| 15 | Adrian Aciobăniței           | 1997     | 193    | przyjmujący  |
| 16 | Dmitrii Bahov                | 1990     | 196    | przyjmujący  |
| 17 | Władysław Iwanow             | 1987     | 190    | libero       |
| 18 | Israel Rodríguez             | 1981     | 195    | przyjmujący  |